# Oliver Wolcott Jr.
Oliver Wolcott junior (Litchfield, 11 gennaio 1760 – New York, 1º giugno 1833) è stato un politico statunitense.
È stato il 2º Segretario al Tesoro degli Stati Uniti durante la presidenza di George Washington prima e la presidenza di John Adams poi dal 1795 al 1800 e governatore del Connecticut dal 1817 al 1827.